# Indzsáz
Indzsáz (arabul: إنجاز – Inǧāz), azaz Teljesítmény egy nőstény egypúpú teve, a világ első klónozott tevéje. 2009. április 8-án jött világra. Az indiai Dr. Nisar Ahmad Wani, a Tevereprodukciós Központ egyik veterán embriológusa az Egyesült Arab Emírségekban fekvő Dubajban 2009. április 14-én jelentette be, hogy a klónozott teve 378 napnyi vemhességet követően komplikációk nélkül született. A klónozás Mohammed bin Rasíd Ál Maktúm miniszterelnök, a miniszterelnök-helyettes valamint Dubaj emírjének pénzügyi támogatásával és személyes jóváhagyásával valósult meg. Ezt megelőzően már számtalan sikertelen kísérletet tettek az emírségekben teve klónozására.
Indzsázt egy olyan felnőtt teve petefészkének egyik sejtjéből hoztak léte, amelyet húsáért 2005-ben leöltek. A sejteket szövetkultúrában megnövesztették, majd folyékony nitrogénben lefagyasztották. Ezt követően az egyik sejtet bejuttatták egy olyan póttevébe, melynek egyik sejtjéből eltávolították a sejtmagot. A bejuttatott részt elektromos és kémiai eljárásokkal sejtosztódásra késztették. Ennek a folyamatnak egy héten belül meglett az eredménye, és ezt visszaültették a terhességet kihordó teve méhébe. Húsz nappal később az ultrahangos vizsgálatok megerősítették a terhesség tényét, amit a vemhességi időszak alatt folyamatosan szemmel tartottak. Indzsáz megszületése után DNS-ét a Dubaji Molekuláris Biológiai és Genetikai Laboratóriumban megvizsgálták, és megerősítették, hogy az eredeti, petefészekben meglévő sejtek DNS-állománya teljesen megegyezik az újszülöttével. Ezzel megmutatták, hogy Indzsáz az eredeti teve klónja.
A tevefuttatás jövedelmező iparág az Egyesült Arab Emírségekben, és dr. Lulu Skidmore, a központ tudományos igazgatója úgy kommentálta a történeteket, hogy a teveklónozás a jövőben lehetőséget kínál az értékes verseny- és tenyésztevék génjeinek megőrzésére.

## Fordítás
- Ez a szócikk részben vagy egészben  az   Injaz című angol Wikipédia-szócikk ezen változatának fordításán alapul.  Az eredeti cikk szerkesztőit annak laptörténete sorolja fel. Ez a jelzés csupán a megfogalmazás eredetét és a szerzői jogokat jelzi, nem szolgál a cikkben szereplő információk forrásmegjelöléseként.